# Richmond Heights (Ohio)
Richmond Heights è una città degli Stati Uniti d'America, situata nello Stato dell'Ohio, nella Contea di Cuyahoga. La città fa parte dell'area metropolitana di Cleveland.